# ناتاليا لافروف
ناتاليا لافروف (بالروسية: Лаврова, Наталья Александровна)‏ (و. 1984 – 2010 م) هي لاعبة جمباز إيقاعي روسية، ولدت في بينزا، شاركت في الألعاب الأولمبية الصيفية 2004، والألعاب الأولمبية الصيفية 2000، توفيت في بانزا أوبلاست، عن عمر يناهز 26 عاماً، بسبب حادث مرور.

## التعليم
تعلمت في Penza Pedagogical Institute named after V. G. Belinsky ‏.

## جوائز
حصلت على جوائز منها:
- نيشان الشرف
- وسام الصداقة الروسي.

## روابط خارجية
- ناتاليا لافروف على موقع الاتحاد الدولي للجمباز (licence) (الإنجليزية)
- ناتاليا لافروف على موقع الاتحاد الدولي للجمباز (biography) (الإنجليزية)
- ناتاليا لافروف على موقع أوليمبيديا (الإنجليزية)